# Colla de Sant Medir «Unió Gracienca»
Colla de Sant Medir «Unió Gracienca», altrament Unió Gracienc és una colla de Sant Medir fundada el 1901 i que forma part de la Federació de Colles de Sant Medir. És la tercera colla de Sant Medir més antiga de Barcelona i la primera de Gràcia. El 2000 va rebre la Medalla d'Honor de Barcelona.
Va ser fundada el 1901 al bar Can Garcia, avui desaparegut, del carrer Bonavista, entre els de Martínez de la Rosa i Torrent de l'Olla. Entre els primers romeus fundadors hi havia el mateix propietari del bar, un sastre del carrer Gran anomenat Arisa o Larisa i en Vidal Palau i Raventós. Durant els primers anys i fins a l'esclat de la guerra civil espanyola, la colla també va ser coneguda com "la de l'Arisa" o "d'en Garcia". No es coneixen gaires dades més d'aquesta primera etapa, més enllà que la quota dels socis l'any 1925 era de dues pessetes. Malgrat la fi de la guerra, no seria fins al 1944 que tornaria a sortir en romeria. Des de llavors, ha participat en la festa ininterrompudament.
El seu local és la Bodega "La Parra", al carrer Francesc Giner, 47 del barri de Gràcia de Barcelona.
El 2001, durant els actes de celebració del centenari de l'entitat, es va col·locar una placa commemorativa a l'edifici de la primera seu que tingué l'associació.